# UIMA

El logotipo de UIMA.

UIMA (Unstructured Information Management applications, Aplicaciones para la administración de información no estructurada) son sistemas de software que analizan grandes volúmenes de información no estructurada con el fin de descubrir que es lo relevante para el usuario final. Un ejemplo de aplicación UIM, podría ingerir texto plano e identificar identidades, como personas, lugares, organizaciones; o relaciones, como trabajos-para o ubicados-en.
Watson (inteligencia_artificial), el supercomputador de IBM que participó en un programa especial del show televisivo estadounidense Jeopardy!, utiliza Apache UIMA para escalar su procesamiento del lenguaje natural en paralelo a través de procesadores POWER7 de IBM, lo que permite a Watson realizar miles de cálculos analíticos simultáneamente en todo el clúster de servidores para responder a cada pregunta lo más rápido posible.